# 山仑
山仑（1933年1月19日—），山东龙口人，中国作物生理学和作物栽培学专家。1954年毕业于山东农学院后曾在筹建中的中国科学院西北农业生物研究所工作，1959年赴苏联留学，1962年获苏联科学院植物生理研究所副博士学位。1995年当选为中国工程院院士。